# Égarement
 (août 2024).
Si vous disposez d'ouvrages ou d'articles de référence ou si vous connaissez des sites web de qualité traitant du thème abordé ici, merci de compléter l'article en donnant les références utiles à sa vérifiabilité et en les liant à la section « Notes et références ».
Égarement (Pilot lors de sa première diffusion, The Sopranos lors de sa sortie en DVD) est le premier épisode de la série télévisée Les Soprano. Il a été écrit et réalisé par David Chase et diffusé à l'origine le dimanche 10 janvier 1999 sur HBO puis sur Jimmy le 5 septembre 1999 en France, le dimanche aussi.
Anthony Soprano, un caporegime de la famille mafieuse DiMeo, commence une thérapie avec le docteur Jennifer Melfi après avoir souffert de crises d'anxiété. Sa mère, Livia, refuse de déménager dans une maison de retraite. L'oncle de Tony, Corrado John Soprano Jr. (surnommé « Oncle Junior »), veut utiliser le restaurant d'un ami de Tony, Artie Bucco, comme lieu d'un assassinat, mais Tony empêche le projet de se réaliser en brûlant le restaurant. Christopher Moltisanti, le neveu de Tony, tue le représentant d'une pègre tchèque qui essayait de prendre la place de la famille dans une entreprise de recyclage des déchets.

## Invités
- Jerry Adler : Hesh Rabkin
- Drea de Matteo : Hôtesse
- Siberia Federico : Irina Peltsin (pilote seulement)
- Michael Gaston : Mahaffey
- Joe Lisi : Dick Barone
- Kathrine Narducci : Charmaine Bucco
- Joe Pucillo : Beppy Scerbo
- Michael Santoro : Père Phil Intintola (pilote seulement)
- Craig Zucchero : George "Gus" Inzerillo, le garde du corps de Junior à l'extérieur du Vesuvio.
- Bruce Smolanoff : Emil Kolar
- John Ventimiglia : Artie Bucco

## Résumé
Tony Soprano, un gangster du New Jersey appartenant à la famille criminelle DiMeo, perd connaissance lors d'un barbecue. Ses docteurs étant incapables de trouver un quelconque problème physique chez Tony, on lui diagnostique une crise de panique. On l'envoie chez le psychiatre Jennifer Melfi. À leur première séance, ils discutent des événements qui ont causé sa perte de connaissance.
Se présentant comme un "conseiller en traitement des déchets", Tony commence à exposer en détail le jour de son attaque au Dr Melfi. Au départ, Tony n'est pas très coopératif et exprime son mépris pour la pratique de la psychiatrie. Il parle au Dr Melfi de la tension générée par sa vie professionnelle — qu'il a le sentiment qu'il est arrivé à la fin de quelque chose et décrit une profonde nostalgie pour le passé. Tony raconte au Dr Melfi qu'une famille de canards a atterri dans sa piscine et y a fait son nid. Il y a un peu de tension dans sa vie de famille avec sa fille, Meadow, qui fréquente une amie, Hunter Scangarelo, qui aurait, selon sa femme, une mauvaise influence. Il mentionne aussi que sa femme et sa fille ne s'entendent pas. Tony évoque aussi la tension que lui procure la formation de son "neveu" Christopher aux affaires de la famille. Après avoir établi les règles fondamentales de ce qui tombera dans la confidence patient/docteur, Tony parle de sa carrière, en omettant les détails un peu trop violents.
Tony détaille la tension que lui procure le fait de soigner sa mère vieillissante, Livia, qui est implacablement pessimiste et cynique. Il mentionne aussi le rapport de sa femme avec son prêtre, le Père Phil Intintola, comme source de tension mineure. Vers la fin de leur première séance le Dr Melfi réussit à faire reconnaitre à Tony qu'il se sent déprimé, mais il sort en coup de vent quand elle lui reparle des canards.
Le comportement de Livia lorsque la famille visite Green Grove, une 'communauté de retraite' dans laquelle Tony essaie de placer sa mère, provoque une deuxième crise de panique. Cela renvoie Tony chez le Dr Melfi. Elle lui prescrit du Prozac. Tony n'assiste pas à leur rendez-vous suivant, mais quand il la rencontre par hasard au restaurant Vesuvio, il lui dit que la décoration qu'elle lui a conseillé est géniale. Le Dr Melfi est impressionnée par Tony et le fait qu'il ait été capable de lui trouver une table alors que l'hôtesse (Adriana La Cerva) avait au départ indiqué que le restaurant était plein.
À leur séance suivante, Tony rechigne toujours à faire face à ses propres faiblesses psychologiques. Tony l'informe que les médicaments ont largement arrangés son état de santé, mais Dr Melfi lui dit que le médicament ne fait effet qu'au bout de six semaines - elle lui dit que ce sont les séances qui lui font du bien. Tony décrit un rêve où un oiseau vole son pénis. Le Dr Melfi extrapole pour révéler que Tony a projeté son amour pour sa famille sur la famille de canards vivant dans sa piscine. Cela l'amène aux pleurs, à la consternation. Elle lui dit que leur envol de la piscine a suscité son attaque de panique par la peur écrasante de perdre d'une manière ou d'une autre sa propre famille.
Tout au long de l'épisode on en apprend plus sur la vie de Tony que ce qu'il dit au Dr Melfi, par l'action montrée dans des flash-backs qui sont incohérents du dialogue avec Melfi. En plus de la violence, une des choses importantes qu'il ne dit pas expressément au Dr Melfi est que sa femme sait qu'il a été infidèle et en est plein de ressentiment. En dînant dehors avec sa comáre, Tony est accueilli par le directeur de restaurant, qui lui dit qu'il est bon de le voir et que cela faisait longtemps qu'il n'avait pas mangé là. Il donne plus tard le même discours quand Tony arrive avec Carmela, en aidant Tony à cacher son infidélité. À ce dîner Tony avoue à Carmela qu'il prend du Prozac et voit un psychiatre. Carmela, qui pense que Tony est sur le point d'avouer son adultère, est folle de joie et dit à Tony qu'elle est fière de lui. Tony souligne qu'il lui a dit parce qu'elle est la seule avec laquelle il est absolument honnête, ce qui fait bien rire Carmela.
Le neveu de Tony, Christopher, conçoit de régler par ses propres moyens un conflit avec une compagnie de traitement des déchets tchèque, les Triborough towers, le principal concurrent de la compagnie de Soprano, Barone sanitation. Il tue l'héritier de la compagnie, Emil Kolar, dans la pièce à l'arrière de la charcuterie Satriale. Projetant à l'origine de balancer le corps dans une benne à ordures Kolar pour exemple, Christopher prend plutôt conseil auprès d'un soldat de longue date de la famille, Salvatore "Big Pussy" Bonpensiero, qui lui conseille d'enterrer le corps et éviter l'enquête de la police, tout en intimidant tacitement les Kolars. Les Kolars laissent tomber leur compagnie rivale après la disparition d'Emile.
Tony monte ses coups comme un chef inventif en commençant une nouvelle entreprise inspirée par son scanner. Mahaffey, un joueur compulsif qui a des dettes envers Tony, est poussé à réaliser de fausses factures à l'organisation pour couvrir ses dettes. Herman "Hesh" Rabkin, un vieil ami juif du père de Tony, conseille Tony sur ce projet et sur ses problèmes avec son Oncle Junior, qui est jaloux de la progression de Tony (et du père de Tony) dans l'organisation.
L'Oncle de Tony, Junior, veut tuer le renégat "Little Pussy" Malanga dans le restaurant d'Artie Bucco, le Vesuvio. Tony, ami avec Artie depuis l'enfance, craint qu'un coup dans l'établissement de son ami puisse nuire aux affaires d'Artie. Pourtant, Junior refuse de réaliser l'assassinat à un autre endroit, en expliquant que Malanga ne voudra pas rencontrer Junior à moins que ce ne soit dans un endroit qu'il trouve sûr et familier. Dans son effort de faire fermer brièvement le Vesuvio d'Artie, en forçant ainsi Junior à tuer Malanga ailleurs, Tony offre deux tickets à Artie pour une longue semaine de croisière. Mais Charmaine, la femme d'Artie, ne voulant pas que son mari soit confondu avec la Mafia, lui demande de rejeter l'offre de Tony. Incapable d'influencer Artie, Tony demande à son bras droit, Silvio Dante, de faire exploser le restaurant d'Artie, dans l'espoir qu'Artie puisse réclamer l'argent de l'assurance sans être impliqué dans les conflits du Milieu. Tony informe Silvio de son plan au match de volley-ball de leurs filles, en montrant le contraste absolu entre sa vie de père aimant et sa vie de criminel violent.
À la soirée d'anniversaire de A.J, l'équipe de Tont réconforte Artie dans la perte de son restaurant et Tony dit à Artie qu'il l'aidera toujours. Chris devient furieux et rageux ; Tony vient lui parler et découvre qu'il est ennuyé de ne pas avoir plus de reconnaissance pour sa contribution au conflit des Triborough towers. Tony s'excuse auprès Chris, en lui expliquant que ses propres parents ne l'ont jamais félicité et jamais soutenu. Quand Chris parle des scripts qu'il pourrait envoyer à Hollywood, Tony change radicalement d'humeur en saisissant Chris par le col, bien qu'il récupère vite sa bonne humeur et repart s'occuper de ses invités.
Pourtant, en conduisant Livia à l'anniversaire, Oncle Junior, rempli d'amertume, lance l'idée d'éliminer Tony s'il continue à se mêler de ses affaires. De façon significative, sa belle-sœur réagit en regardant de l'autre côté.

## Autour de l'épisode

### Décès
- Emil Kolar : un mafieux tchèque tué par balle par Christopher.

### Titres
- Allemand : Tony in der Krise (Tony en crise)
- Anglais : Pilot (Pilote) ou The Sopranos (Les Soprano)
- Espagnol : Piloto (Pilote)
- Italien : Affari di famiglia (Affaires de famille)

### Récompense
- Directors Guild of America - David Chase

### Production
C'est le premier épisode réalisé par le créateur de la série, David Chase. Le deuxième et dernier est l'épisode final, intitulé Fabriqué en Amérique. Bien que cet épisode est intitulé The Sopranos sur le DVD zone 1, il est référencé sous le nom de Pilot à sa première diffusion et durant ses rediffusions. La pré-production a commencé en été 1997, deux avant le début de la série à la télévision. Durant cette année, James Gandolfini a pris 27 kilos (60 pounds) pour le rôle de Tony et a suivi des cours de transformation de voix. Dans Égarement, Siberia Federico et Michael Santoro jouent respectivement le rôle d'Irina et du père Phil. Pour les épisodes suivants, ces rôles seront redistribués à Oksana Babiy et Paul Schulze. La boucherie utilisée comme lieu de réunion est le Centanni's Meat Market, une véritable charcuterie située à Elizabeth (New Jersey). Cependant, la boucherie étant très demandée et les propriétaires étant ennuyés des tournages hebdomadaires, HBO a racheté une propriété abandonnée à Kearny (New Jersey) qui est devenu par la suite le Satriale's Pork Store.